# Асфоделина жёлтая
Асфоделина жёлтая (лат. Asphodeline lutea) — травянистое растение рода Асфоделина (Asphodeline) семейства Асфоделовые (Asphodelaceae).

## Распространение и экология
В ареал вида входят Аппенинский полуостров, Балканы, Северная Африка, Турция, Сирия , Израиль, Крым и Кавказ.
Растёт на открытых каменистых склонах, в скалах, степи, можжевеловых редколесьях, на щебнистых и дерново-карбонатных почвах.

## Биологическое описание
Многолетнее травянистое растение высотой 60—70 см. Стебель прямостоячий, неветвистый, покрытый линейно-шиловидными длинными листьями, подземная часть — укороченные корневища с толстыми шнуровидными корнями. Цветки желтые, листочки околоцветника 2—2,5 см длиной, собраны в длинное густое соцветие. Плод — округлая коробочка.
Цветет в апреле — мае. Плодоносит в июле — августе, размножается семенами.